# Stadtbahn van Hannover

Het netwerk met afstanden op schaal

De Stadtbahn van Hannover is een lightrailnetwerk dat samen met S-Bahn de ruggengraat vormt van het openbaar vervoer in de Duitse stad Hannover. Het netwerk bestaat uit sneltramlijnen die in het stadscentrum grotendeels in tunnels liggen en daarbuiten op maaiveld en daarbij veel gebruikmaken van vrije banen.
Met 13 lijnen (en 1 nachtlijn) is het netwerk uitgebreid. Op het netwerk rijden de voertuigen van het gemeentelijke vervoersbedrijf Üstra, dat ook het net van stadsbussen in de stad Hannover exploiteert. 
Het netwerk heeft een lengte van 125,4 kilometer. Van de 202 stations zijn 19 ondergronds.

## Geschiedenis
Zoals in andere steden in Duitsland, is het Stadtbahn-net ontstaan uit het lokale tramnet. De eerste paardentram in Hannover ging in 1872 rijden, de eerste elektrische lijn al in 1893. Moderne vierassers gingen pas in 1951 op het stadsnet rijden.
De bouw van de eerste ondergrondse deel begon in 1965; na tien jaar werd de eerste tunneldeel in gebruik genomen. Ook in 1975 werden de eerst Stadtbahn trams (TW6000) geleverd.

## Materieel
In Hannover is het gebruikelijk van elk tramtype de naam te baseren op het wagenparknummer met toevoeging van TW (TriebWagen = Motorwagen). Zo werd tram 401 naamgever van de serie TW400 en Stadtbahn-tram 6001 de naamgever van de serie TW6000.

### Huidig
- TW6000: Van 1974 tot 1993 werden bij Duewag en LHB 260 dubbel gelede trams van het type TW6000 aangeschaft. Aangezien in totaal tientallen exemplaren zijn verkocht naar Boedapest of Den Haag dan wel zijn gesloopt, zijn er (eind 2020) circa 60 van in dienst.
- TW2000/TW2500: Van 1997 tot 2000 werden bij LHB 48 dubbel gelede trams van het type TW2000 met aan beide zijden (net als de TW6000) een stuurstand. Hiervan is een TW2000  buiten dienst gesteld. Daarnaas zijn 48 stuks van de TW2500 aangeschaft, deze zijn dubbel zo lange maar technisch en uiterlijk wel gelijk. Een TW2500 bestaat conceptueel uit twee gekoppelde TW2000.
- TW3000: Van 2013 tot 2020 werden bij Vossloh Kiepe 153 enkelgelede trams van het type TW3000 aangeschaft.

### Toekomstig
- TW4000: In 2025-26 worden van CAF 42 enkelgelede trams van het type TW4000 aangeschaft. Tot 2040 kunnen eventueel in totaal 275 trams van dit type geleverd worden.[1] Net als de TW3000 en onder meer de Rotterdamse ZGT, zijn dit trams met een opgelegde wagenbak.

### Historisch
- TW400: Dit type tram werd wel tot Stadtbahn-tram omgebouwd maar is uiteindelijk niet in tunnelsecties ingezet.

## Galerij

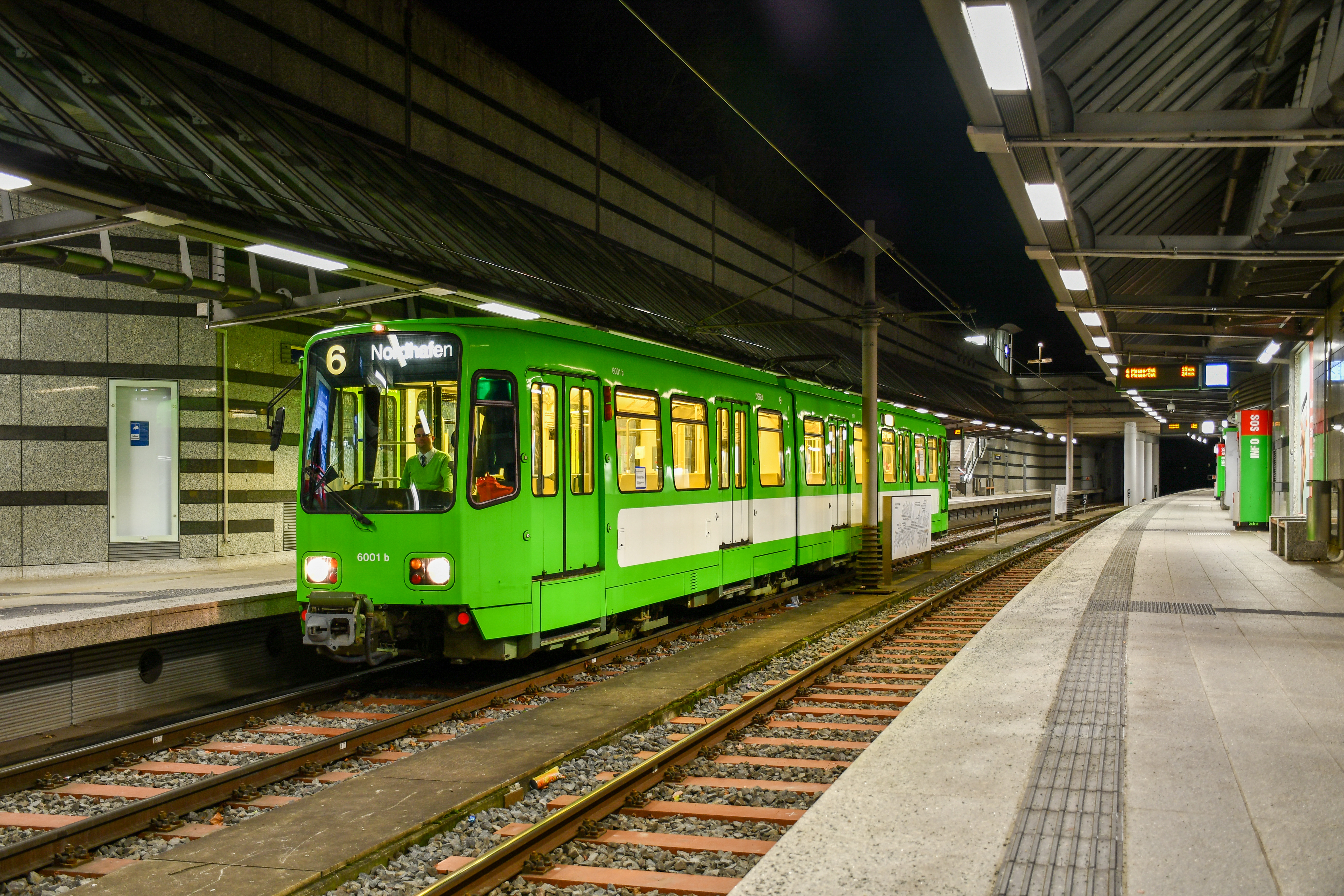
Stadtbahn wagen Type TW6000
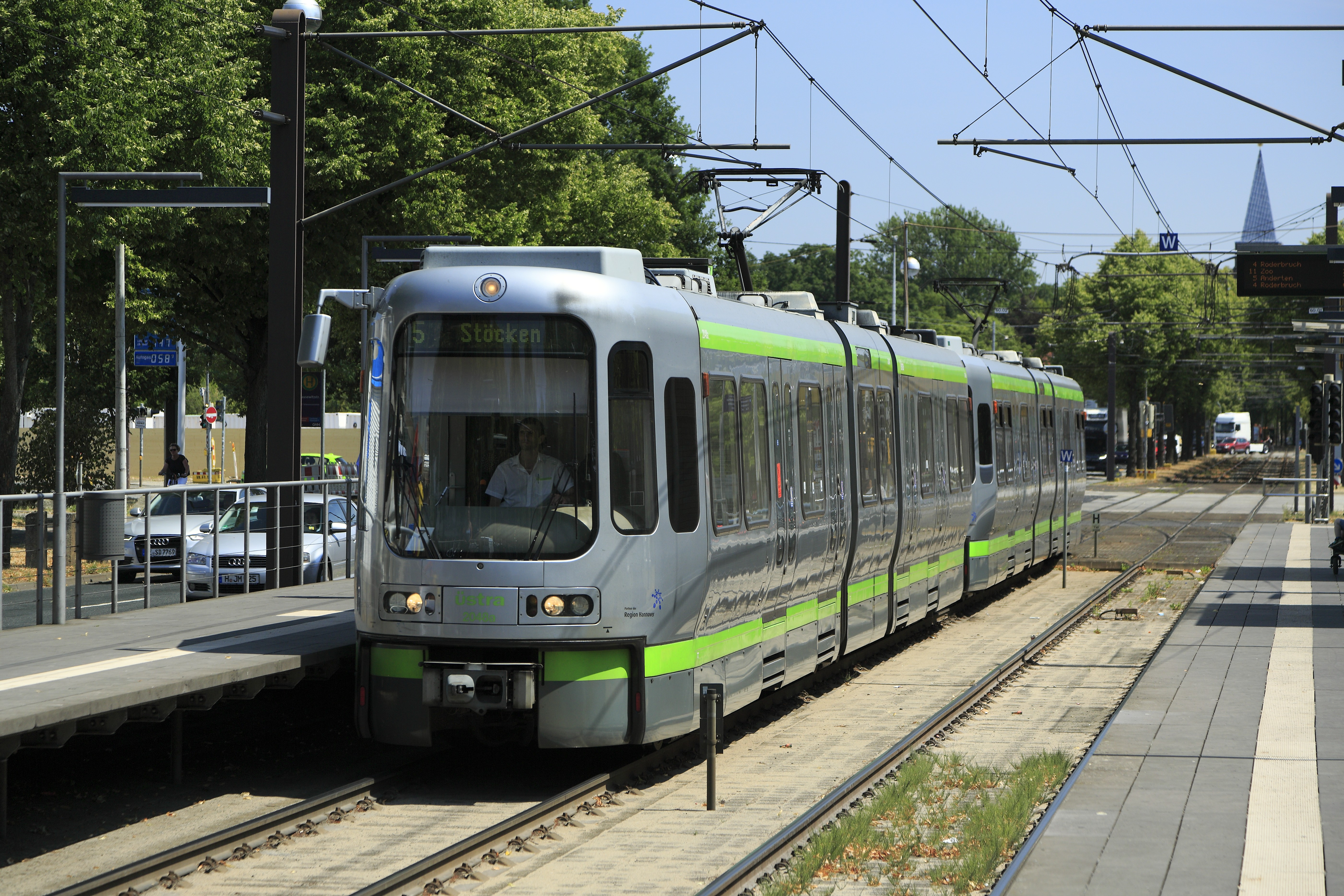
Gekoppelde Stadtbahn wagens Type TW2000
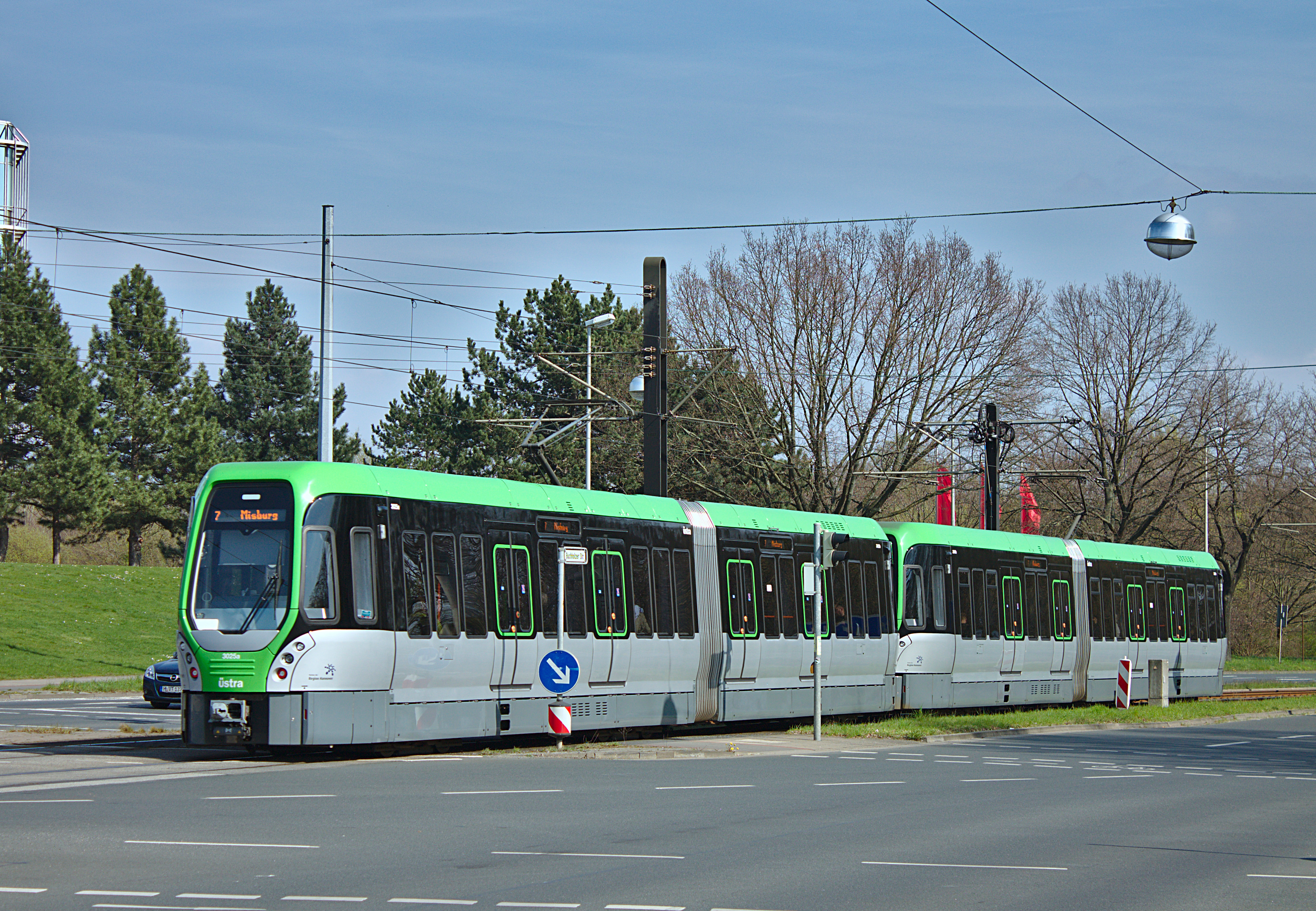
Stadtbahn wagen Type TW3000